# (1669) Dagmar
(1669) Dagmar es un asteroide perteneciente al cinturón de asteroides descubierto por Karl Wilhelm Reinmuth desde el observatorio de Heidelberg-Königstuhl, Alemania, el 7 de septiembre de 1934.

## Designación y nombre
Dagmar recibió al principio la designación de 1934 RS.
Posteriormente se nombró por Dagmar, un nombre propio femenino alemán.

## Características orbitales
Dagmar está situado a una distancia media del Sol de 3,143 ua, pudiendo alejarse hasta 3,495 ua y acercarse hasta 2,79 ua. Su excentricidad es 0,1122 y la inclinación orbital 0,9412°. Emplea en completar una órbita alrededor del Sol 2035 días.